# Pleurothallis phymatodea
Pleurothallis phymatodea är en orkidéart som beskrevs av Carlyle August Luer. Pleurothallis phymatodea ingår i släktet Pleurothallis och familjen orkidéer.
Artens utbredningsområde är Ecuador. Inga underarter finns listade i Catalogue of Life.